# Samuel Arons
Samuel Ferdinand Cornelis (Samuel) Arons (Paramaribo, 15 oktober 1812 - aldaar, 2 januari 1865) was een Surinaams kunstschilder.

## Biografie
Samuel Arons werd in 1812 in Paramaribo geboren. Hij was een zoon van de ongehuwde gemanumitteerde Jeannette de Bije. Zijn vader was vermoedelijk Levi Meijer Arons.
In het wijkregister van 1832 stond hij geregistreerd als schrijver, later in 1845 als kunstschilder. In 1835 ging hij naar Nederland voor les in schilderen. Hij was een pionier in de Surinaamse schilderkunst en een van de eerste creoolse kunstschilders. In 1836 en 1838 was zijn werk te zien tijdens de tentoonstelling die de Koninklijke Akademie samen met het Amsterdamse College van B&W hield. Het ging om een stilleven en de uitbeelding van een kluizenaar. Verder zijn drie litho's van Arons afgedrukt in Surinaamsche Almanakken (1837, 1838 en 1840).
Hij verbleef vijf jaar in Nederland, twee jaar langer dan toegestaan werd om zijn burgerrechten te behouden. Op 10 november 1840 verzocht hij gouverneur Julius Constantijn Rijk om het burgerschap opnieuw te verkrijgen, met de motivering dat zijn studie meer tijd had gevergd. Het verzoek werd relatief snel, binnen een maand, gehonoreerd.
In 1845 woonde hij op de Heiligenweg 146 en had een jongen als slaaf. Later woonde hij in de Noorderkerkstraat (1855) en de Heerenstraat (1860). In 1865 overleed hij in het huis van zijn zus Anna Elisabeth Arons. Samuel Arons is 52 jaar oud geworden. Hij liet onder meer 22 schilderijen na. Zijn werken zijn begin 21e eeuw niet meer bestaand of aangetroffen. Wel zijn er afbeeldingen bewaard gebleven.